# Lexus LM
Der Lexus LM ist der erste Van der japanischen Toyota-Premiummarke Lexus.

## 1. Generation (2019–2023)

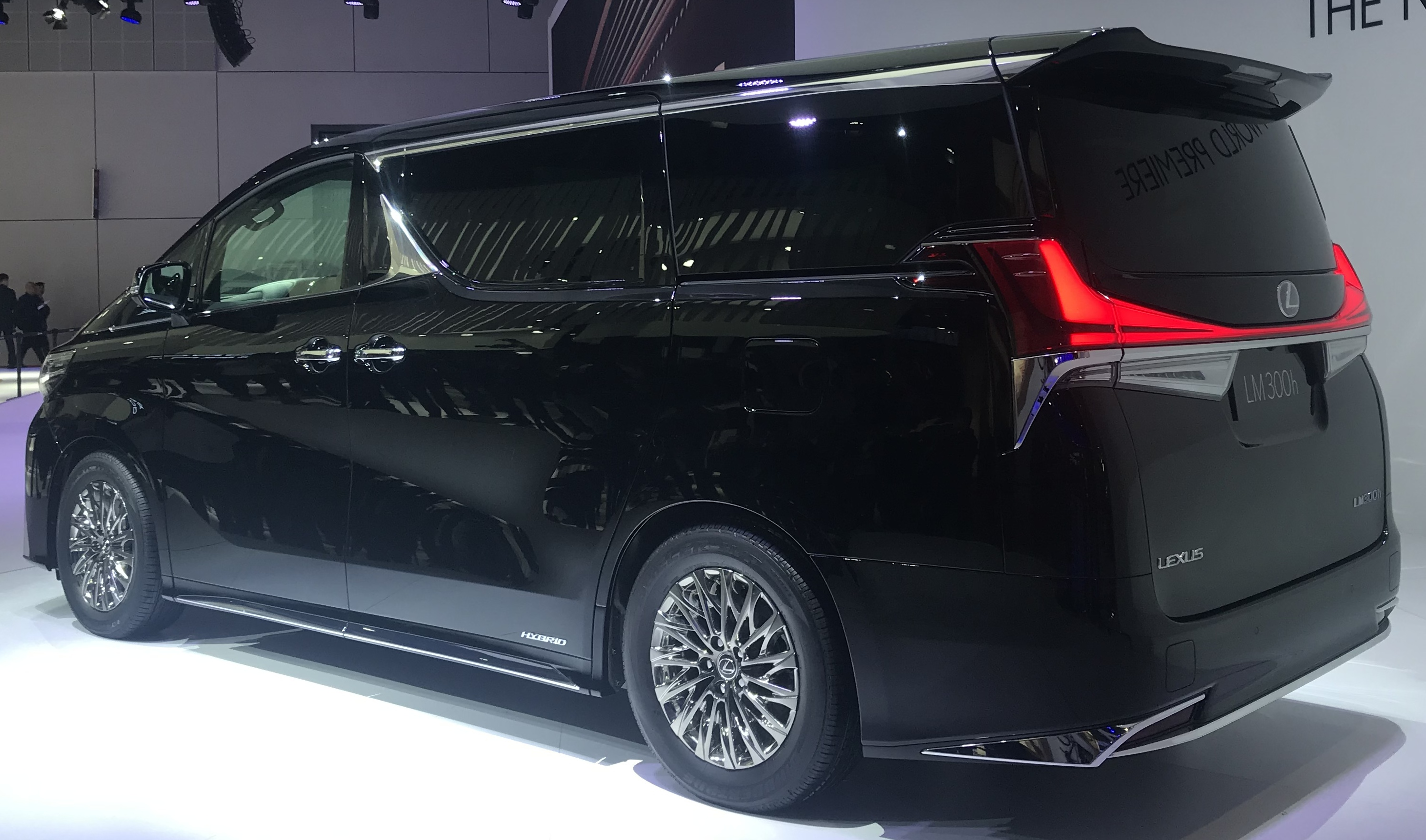
Heckansicht

Vorgestellt wurde die erste Generation des in Japan gebauten Fahrzeugs im April 2019 im Rahmen der Shanghai Auto Show. Verkaufsstart für den Van war im Dezember 2019 in Taiwan. Kurz darauf startete das Modell auch in China und Thailand. Ab Juni 2020 war es auch in Indonesien erhältlich, der malaiische Markt folgte im April 2021. Ausgeliefert wurden die ersten Fahrzeuge im Februar 2020.
Technisch basiert der LM auf der dritten Generation des Toyota Alphard. Zunächst war das Fahrzeug als Otto-Hybrid 300h mit einer Systemleistung von 155 kW (211 PS) erhältlich. In Indonesien und Malaysia wird er jedoch als 350 von einem 221 kW (300 PS) starken 3,5-Liter-V6-Ottomotor angetrieben. Wahlweise ist der Van als Vier- oder Siebensitzer verfügbar. Lackiert wird der LM der ersten Generation nur in Schwarz und Weiß.

### Technische Daten
| Kenngrößen                                  | LM 350                       | LM 300h                         | LM 300h                         |
| Markt                                       | Indonesien, Malaysia         | Thailand                        | China, Taiwan                   |
| Bauzeitraum                                 | 06/2020–08/2023              | 03/2020–08/2023                 | 12/2019–08/2023                 |
| Motorkenndaten                              |                              |                                 |                                 |
| Motortyp                                    | V6-Ottomotor                 | R4-Ottomotor + 2 Elektromotoren | R4-Ottomotor + 2 Elektromotoren |
| Hubraum                                     | 3456 cm³                     | 2494 cm³                        | 2494 cm³                        |
| max. Systemleistung                         | 221 kW (300 PS) bei 6600/min | 145 kW (197 PS) bei 5700/min    | 155 kW (211 PS) bei 4700/min    |
| max. Systemdrehmoment                       | 361 Nm bei 4700/min          |                                 | 409 Nm bei 2800–4000/min        |
| Kraftübertragung                            |                              |                                 |                                 |
| Antrieb, serienmäßig                        | Vorderradantrieb             | Allradantrieb                   | Allradantrieb                   |
| Getriebe, serienmäßig                       | 8-Stufen-Automatikgetriebe   | Stufenloses Getriebe            | Stufenloses Getriebe            |
| Messwerte                                   |                              |                                 |                                 |
| Höchstgeschwindigkeit                       | 180 km/h                     | 180 km/h                        | 152 km/h (abgeregelt)           |
| Beschleunigung, 0–100 km/h                  | 8,3 s                        | 10,5 s                          | 12,1 s                          |
| Kraftstoffverbrauch auf 100 km (kombiniert) | 6,4 l Super                  | 7,1 l Super                     |                                 |
| Leergewicht                                 | 2185 kg                      | 2250 kg                         | 2290 kg                         |
| Tankinhalt                                  | 75 l                         | 65 l                            | 58 l                            |

## 2. Generation (seit 2023)

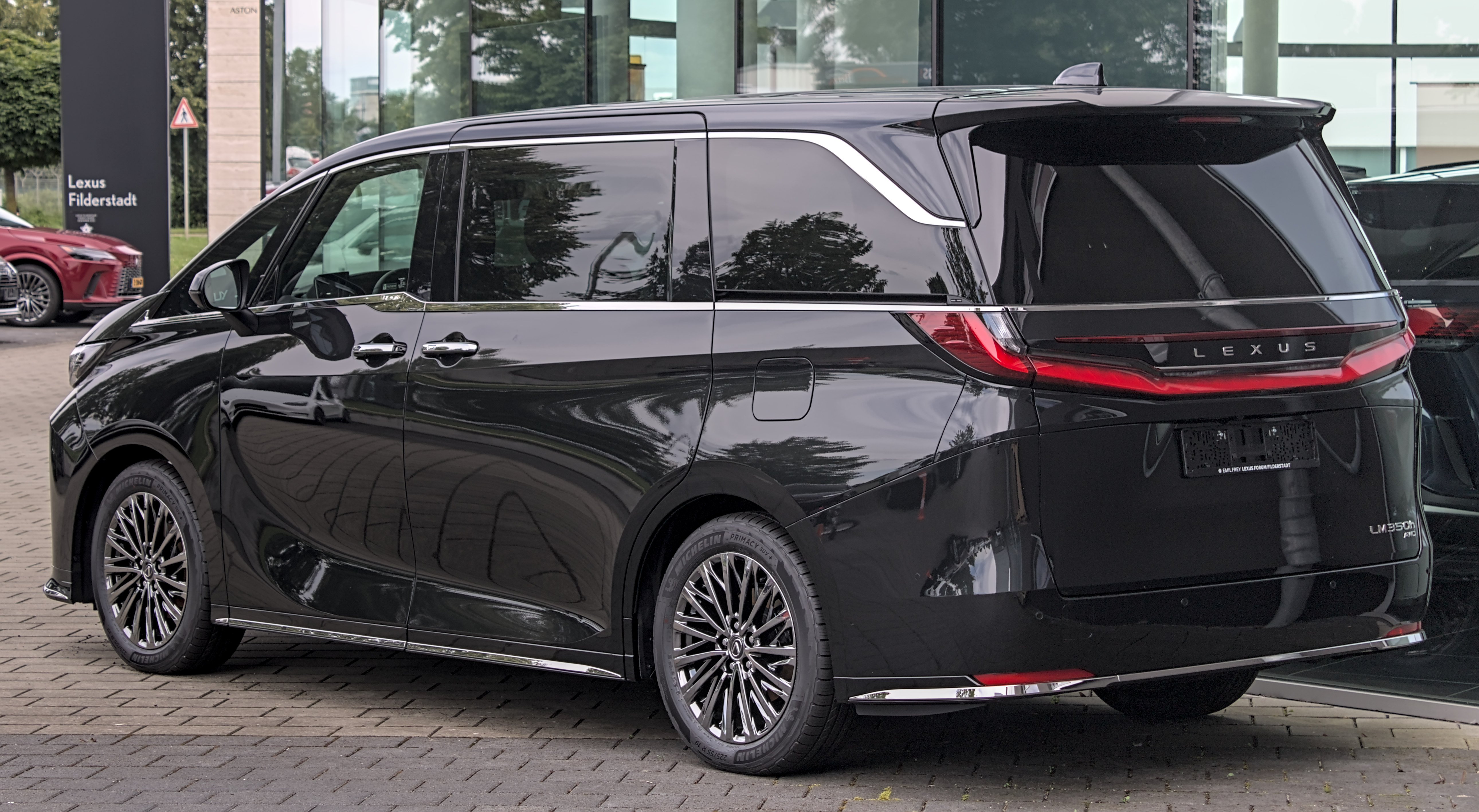
Heckansicht

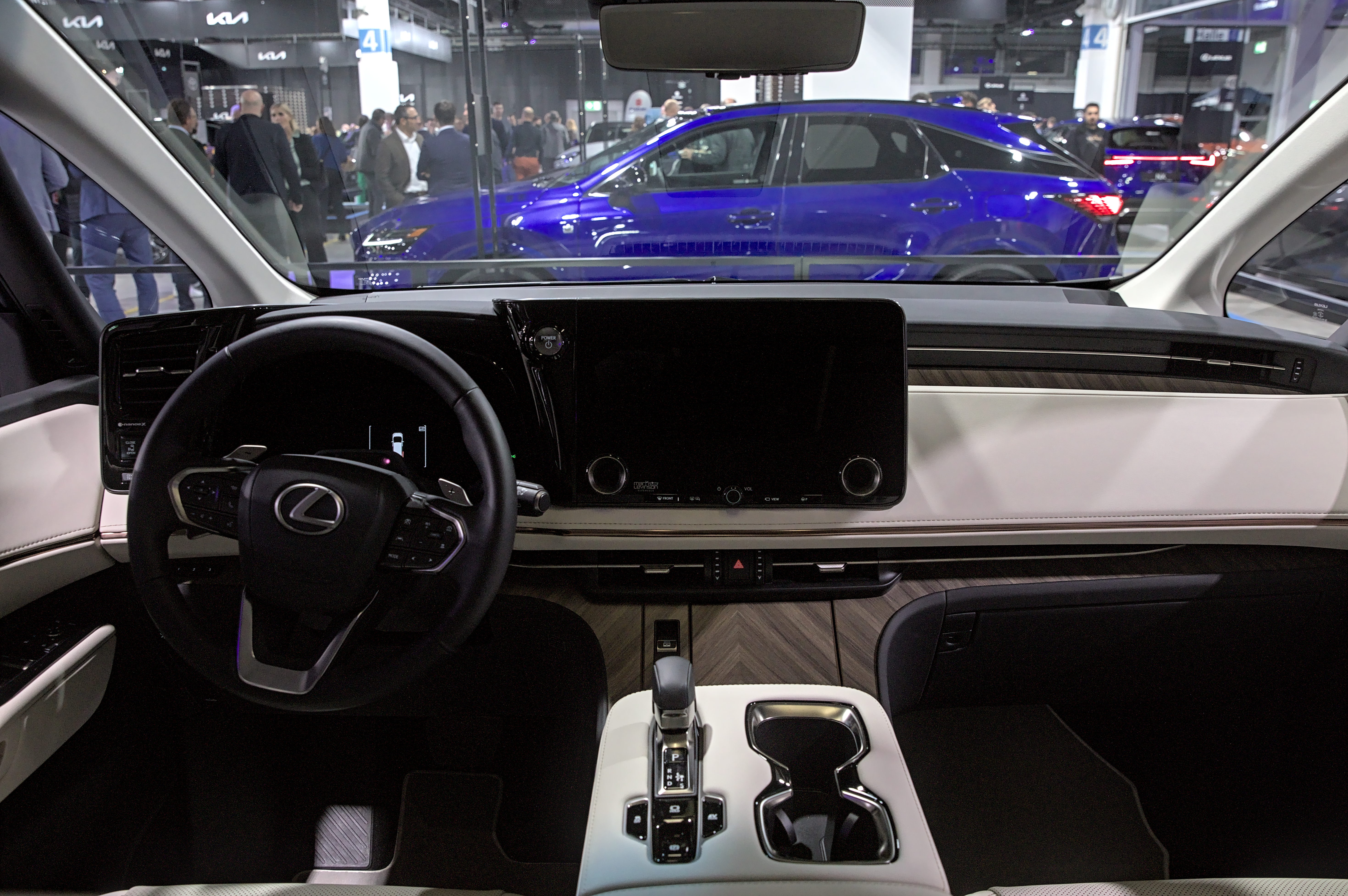
Innenansicht

Im April 2023 wurde die zweite Generation der Baureihe, die fortan auf der TNGA-K-Plattform aufbaut, auf der Shanghai Auto Show vorgestellt. Seit Herbst 2023 wird der Lexus LM als Vier- oder Siebensitzer auch in Europa und Japan angeboten.
Im Zuge des Generationenwechsels wurde auch die Motorenpalette überarbeitet. So werden nun die Hybrid-Versionen 350h mit einer Systemleistung von 184 kW (250 PS) und 500h mit einer Systemleistung von 270 kW (367 PS) angeboten. Der 3,5-Liter-V6 entfällt.

### Technische Daten
| Kenngrößen                                  | LM 350h (1)                     | LM 500h                         |
| Bauzeitraum                                 | seit 09/2023                    | seit 11/2023                    |
| Motorkenndaten                              |                                 |                                 |
| Motortyp                                    | R4-Ottomotor + 2 Elektromotoren | R4-Ottomotor + 2 Elektromotoren |
| Hubraum                                     | 2487 cm³                        | 2393 cm³                        |
| max. Leistung Verbrennungsmotor             | 140 kW (190 PS) bei 6000/min    | 202 kW (275 PS) bei 6000/min    |
| max. Leistung Elektromotor vorne            | 134 kW (182 PS)                 | 64 kW (87 PS)                   |
| max. Leistung Elektromotor hinten           | 40 kW (54 PS)                   | 76 kW (103 PS)                  |
| max. Systemleistung                         | 184 kW (250 PS)                 | 270 kW (367 PS)                 |
| max. Drehmoment Verbrennungsmotor           | 239 Nm bei 4300–4500/min        | 460 Nm bei 2000–3000/min        |
| max. Drehmoment Elektromotor vorne          | 270 Nm                          | 292 Nm                          |
| max. Drehmoment Elektromotor hinten         | 121 Nm                          | 169 Nm                          |
| Kraftübertragung                            |                                 |                                 |
| Antrieb, serienmäßig                        | Allradantrieb                   | Allradantrieb                   |
| Getriebe, serienmäßig                       | Stufenloses Getriebe            | 6-Stufen-Automatikgetriebe      |
| Messwerte                                   |                                 |                                 |
| Höchstgeschwindigkeit                       | 190 km/h                        | 185 km/h                        |
| Beschleunigung, 0–100 km/h                  | 8,7 s                           |                                 |
| Kraftstoffverbrauch auf 100 km (kombiniert) | 7,2 l Super                     | 7,4 l Super                     |
| CO2-Emission (kombiniert)                   | 163 g/km                        |                                 |
| Tankinhalt                                  | 60 l                            | 60 l                            |

## Zulassungszahlen in Deutschland
Für 2023 wies das KBA keine modellreihenspezifischen Neuzulassungszahlen aus. Im Verkaufsjahr 2024 sind in Deutschland 181 Lexus LM neu zugelassen worden.
|  |

|  |

|  |

|  |

|  |

|  |

|  |

|  |

|  |

|  |

|  |

|  |

|  |

|  |

|  |

|  |

|  | Benzin-Hybrid |

|  | Benzin-Hybrid |